# سرگیس پوزنیاکوفس
سرگیس پوزنیاکوفس (به انگلیسی: Sergejs Pozņakovs) ژیمناست زادهٔ ۳۱ دسامبر ۱۹۹۳ میلادی اهل کشور لتونی است.